# داريل آرثر
داريل آرثر (بالإنجليزية: Darrell Arthur)‏ مواليد 25 مارس 1988، هو لاعب كرة سلة أمريكي يلعب مع فريق دنفر ناغتس في الرابطة الوطنية لكرة السلة ويحمل الرقم 00. يبلغ طوله 6 قدم 9 بوصة (2.1 م).

## فرق لعب لها
- ميمفيس غريزليس
- دنفر ناغتس

## روابط خارجية
- داريل آرثر على موقع إن بي أي (الإنجليزية)
- داريل آرثر على موقع سبورتس رفرنس (الإنجليزية)
- داريل آرثر على موقع كرة السلة الأوروبية.كوم (الإنجليزية)
- داريل آرثر على موقع إي إس بي إن.كوم (الإنجليزية)
- داريل آرثر على موقع كلية كرة السلة في سبورتس رفرنس.كوم (الإنجليزية)
- داريل آرثر على موقع ريلجم (الإنجليزية)
- داريل آرثر على موقع بروبوليرز (الإنجليزية)